# Age of Mythology
Age of Mythology – strategiczna gra czasu rzeczywistego wyprodukowana przez Ensemble Studios. Gra została wydana 1 listopada 2002 r. przez Microsoft Game Studios. Polskim dystrybutorem gry był APN Promise, a później Cenega wydała grę w serii "Kolekcja Klasyki". 8 maja 2014 zadebiutowała odświeżona wersja gry zatytułowana Age of Mythology: Extended Edition.
Rozgrywka toczy się w czasach antycznych, gdy po ziemi stąpali herosi walczący z mitycznymi potworami, a bogowie używając swych mocy wtrącali się w codzienne życie śmiertelników. Do wyboru gracza oddano 3 cywilizacje Greków, Egipcjan i Wikingów (Atlantydzi dostępni są w rozszerzeniu Age of Mythology: The Titans). Różnią się między sobą diametralnie, gdyż posiadają odmienne budynki, jednostki i bóstwa.
Każda z trzech ras ma zarówno zwykłych żołnierzy jak i potężne jednostki mityczne. Jeśli gracz posiada wystarczającą ilość zasobów, może awansować do następnego wieku (dostępne są cztery), co daje możliwość budowania nowych budynków oraz rekrutacji silniejszych jednostek. Każdy nowy wiek to również kolejny potężny czar. Boską moc można jednak wykorzystać tylko raz. Dostępne moce zależą od bogów których gracz wybierze na patronów danego wieku. Od tego na jakiego boga się zdecyduje, zależy również rodzaj dostępnych mitycznych jednostek oraz usprawnienia żołnierzy bądź budynków.

## Age of Mythology: The Titans
W 2003 roku wydano dodatek do gry - Age of Mythology: The Titans. Dodatek wzbogaca oryginalną grę o nową kampanię przeznaczoną dla pojedynczego gracza. Dodatek wprowadza także wiele budynków i jednostek, a także tytułowych Tytanów.